# Cyrtocapsus caligineus
Cyrtocapsus caligineus är en insektsart som först beskrevs av Carl Stål 1859.  Cyrtocapsus caligineus ingår i släktet Cyrtocapsus och familjen ängsskinnbaggar.

## Underarter
Arten delas in i följande underarter:
- C. c. caligineus
- C. c. aureopubescens